# Cimbrishamns-Bladet
Cimbrishamns-Bladet grundades 1857 som Simrishamns första och, med undantag av år 1914 (Simrishamns-Tidningen Sydöstra Skåne, 16 december 1913-31 december 1914), enda där utkommande tidning. Den politiska signaturen hade 1935 ändrats från frisinnad till moderat och därefter 1937 till höger. Beskedet om nedläggning den 1 december 1944 upprörde Simrishamnsborna. De hade, som chefredaktören Harald Göranson (1899-1995) skrev i sin avskedsledare, "lärt sig betrakta Cimbrishamns-Bladet som en gammal kär vän, den man känner det mycket svårt att skiljas från".
Utvecklingen för Cimbrishamns-Bladet
| Upplaga | 1900  | 1908  | 1916  | 1920  | 1930  | 1943  |
| ------- | ----- | ----- | ----- | ----- | ----- | ----- |
|         | 1.400 | 2.100 | 2.200 | 3.500 | 2.900 | 2.800 |

| Periodicitet | från 1857 | från 1919 | från 1921 | från 1935 |
| ------------ | --------- | --------- | --------- | --------- |
|              | 3/v       | 6/v       | 3/v       | 6/v       |

Redan 1905 hade Cimbrishamns-Bladet startat en avläggare i Tomelilla, Tomelilla Tidning. 1935 tillkom Ystads Dagblad. Bägge nedlades 1944. 